# Granatkin Memorial
El Valentin Granatkin Memorial es una competición de fútbol reservada para equipos sub-17, sub-18 y sub-19 que se lleva a cabo desde 1981.

## Palmarés
| Año  | Campeón                                        | Subcampeón                                     | Tercer lugar                                   |
| ---- | ---------------------------------------------- | ---------------------------------------------- | ---------------------------------------------- |
| 1981 | Alemania Federal                               | Unión Soviética 1                              | España                                         |
| 1982 | Unión Soviética 1                              | Brasil                                         | Unión Soviética 2                              |
| 1983 | Unión Soviética 1                              | Francia                                        | Checoslovaquia                                 |
| 1984 | Alemania Federal                               | Unión Soviética 1                              | Bélgica                                        |
| 1985 | Unión Soviética 1                              | Francia                                        | Unión Soviética 2                              |
| 1986 | Unión Soviética 1                              | Alemania Federal                               | Francia                                        |
| 1987 | Unión Soviética 1                              | Unión Soviética 2                              | Francia                                        |
| 1988 | Unión Soviética 1                              | China                                          | Unión Soviética 2                              |
| 1989 | Unión Soviética 1                              | Bélgica                                        | Unión Soviética 2                              |
| 1990 | Unión Soviética 1                              | China                                          | Alemania Federal                               |
| 1991 | Unión Soviética 2                              | Unión Soviética 1                              | China                                          |
| 1992 | Alemania Federal                               | CIS 1                                          | China                                          |
| 2001 | Rusia                                          | China                                          | Irán                                           |
| 2002 | Rusia                                          | Lituania                                       | Ucrania                                        |
| 2003 | Corea del Sur                                  | China                                          | Bielorrusia                                    |
| 2004 | Rusia                                          | Polonia                                        | Bielorrusia                                    |
| 2005 | Rusia                                          | Ucrania                                        | Bielorrusia                                    |
| 2006 | Alemania                                       | Eslovaquia                                     | Rusia                                          |
| 2007 | Bielorrusia                                    | Turquía                                        | Rusia                                          |
| 2008 | Rusia                                          | Bielorrusia                                    | Ucrania                                        |
| 2009 | Rusia                                          | Turquía                                        | Ucrania                                        |
| 2010 | Rusia                                          | Ucrania                                        | Turquía                                        |
| 2011 | Finlandia                                      | China                                          | Ucrania                                        |
| 2012 | Italia                                         | Finlandia                                      | Turquía                                        |
| 2013 | Rusia                                          | San Petersburgo                                | Ucrania                                        |
| 2014 | Japón                                          | Rusia                                          | Eslovaquia                                     |
| 2015 | Rusia                                          | Corea del Sur                                  | Eslovenia                                      |
| 2016 | Eslovenia                                      | San Petersburgo                                | Rusia                                          |
| 2017 | Rusia                                          | Kazajistán                                     | San Petersburgo                                |
| 2018 | San Petersburgo                                | Turquía                                        | Rusia                                          |
| 2019 | Argentina                                      | Rusia                                          | Turquía                                        |
| 2020 | cancelado por la Pandemia de COVID-19 en Rusia | cancelado por la Pandemia de COVID-19 en Rusia | cancelado por la Pandemia de COVID-19 en Rusia |

## Títulos por selección
| Selección         | Títulos | Subtítulos |
| ----------------- | ------- | ---------- |
| Rusia             | 10      | 2          |
| Unión Soviética 1 | 8       | 3          |
| Alemania Federal  | 3       | 1          |
| San Petersburgo   | 1       | 2          |
| Unión Soviética 2 | 1       | 1          |
| Corea del Sur     | 1       | 1          |
| Bielorrusia       | 1       | 1          |
| Finlandia         | 1       | 1          |
| Alemania          | 1       | 0          |
| Italia            | 1       | 0          |
| Japón             | 1       | 0          |
| Eslovenia         | 1       | 0          |
| Argentina         | 1       | 0          |
| China             | 0       | 5          |
| Turquía           | 0       | 3          |
| Francia           | 0       | 2          |
| Ucrania           | 0       | 2          |
| Brasil            | 0       | 1          |
| Bélgica           | 0       | 1          |
| CIS 1             | 0       | 1          |
| Lituania          | 0       | 1          |
| Polonia           | 0       | 1          |
| Eslovaquia        | 0       | 1          |
| Kazajistán        | 0       | 1          |